# Province de Nouaceur
La province de Nouaceur (arabe : إقليم النواصر) est une subdivision à dominante rurale de la région marocaine du Casablanca-Settat.  La province accueille l'aéroport Mohammed V - Casablanca, l'un des trois plus grands aéroports d'Afrique. Elle ne doit pas etre confondue avec la ville de Nouaceur.

## Histoire
La province de Nouaceur a été créée par décret n°2.03.527 du 10 septembre 2003 en vertu duquel cette province ne dépend plus de l’ex-préfecture d’Ain Chock Hay Hassani après y avoir été attachée depuis 1991.

## Géographie

### Limites géographiques
La province est limitée :
- au nord-ouest par l'océan Atlantique ;
- au nord-est par la préfecture de Casablanca;
- à l'est par la province de Médiouna;
- au sud-est, au sud et à l'ouest par la province de Berrechid .

### Superficie
La province couvre une superficie totale de 514,60 km².

## Télécommunications
La province est équipée de :
- 5 centres téléphoniques publics ;
- 2 bureaux de poste ;
- 47 cabines téléphoniques publiques ;
- 1 agence postale.

## Transport ferroviaire
La province comporte trois gares, à savoir :
- La gare Bouskoura
- La gare Nouaceur (en projet)
- La gare Aéroport Mohammed V

### Activités des gares
Pour l'année 2002, l'activité des gares a été comme suit : 
- Pour les voyageurs : 
  - Départs : 299 539 passagers
  - Arrivées : 297 512 passagers

- Pour les marchandises: 
  - Départs : 189 386 tonnes
  - Arrivées : 7 144 tonnes

## Enseignement

### Enseignement public
- 62 écoles coraniques
- 25 établissements primaires
- 4 collèges
- 2 lycées
- L'Académie Internationale Mohammed VI de l'Aviation Civile
- Université Mundiapolis (privé)

### Enseignement privé
- 3 établissements primaires
- 1 collège
- 1 université privée
- 1 site d'établissement (Lycée Louis-Massignon (Maroc))

## Santé
- 1 hôpital en cours de réalisation à Dar Bouazza
- 4 centres de santé
- 1 maison d’accouchement
- Centre "Ennour" de rééducation fonctionnelle des handicapés à Bouskoura
- Village "SOS Enfants" de Dar Bouazza

## Jeunesse et sport
- 2 maisons de jeunes
- 3 stades de football dont 1 à Bouskoura encore en cours de réalisation

## Sources
- « La province sur le site officiel de la ville de Casablanca »(Archive.org • Wikiwix • Archive.is • Google • Que faire ?)